# Karl Wilhelm Reinmuth
Karl Wilhelm Reinmuth (4. dubna 1892 Heidelberg – 6. května 1979) byl německý astronom, objevitel téměř 400 planetek od roku 1914, kdy objevil první planetku označovanou 796 Sarita. Na jeho počest byla také pojmenována planetka 1111 Reinmuthia, kterou objevil v roce 1927.
Je též objevitelem dvou periodických komet 30P/Reinmuth a 44P/Reinmuth.
| Označení           | Datum              | Označení            | Datum              | Označení           | Datum              | Označení           | Datum              | Označení              | Datum              |
| ------------------ | ------------------ | ------------------- | ------------------ | ------------------ | ------------------ | ------------------ | ------------------ | --------------------- | ------------------ |
| (796) Sarita       | 15. října 1914     | (799) Gudula        | 9. března 1915     | (864) Aase         | 30. září 1921      | (909) Ulla         | 7. února 1919      | (910) Anneliese       | 1. března 1919     |
| (911) Agamemnon    | 19. března 1919    | (913) Otila         | 19. května 1919    | (918) Itha         | 22. srpna 1919     | (920) Rogeria      | 1. září 1919       | (921) Jovita          | 4. září 1919       |
| (922) Schlutia     | 18. září 1919      | (923) Herluga       | 30. září 1919      | (924) Toni         | 20. října 1919     | (926) Imhilde      | 15. února 1920     | (928) Hildrun         | 23. února 1920     |
| (929) Algunde      | 10. března 1920    | (933) Susi          | 10. února 1927     | (935) Clivia       | 7. září 1920       | (936) Kunigunde    | 8. září 1920       | (937) Bethgea         | 12. září 1920      |
| (938) Chlosinde    | 9. září 1920       | (939) Isberga       | 4. října 1920      | (940) Kordula      | 10. října 1920     | (942) Romilda      | 11. října 1920     | (943) Begonia         | 20. října 1920     |
| (948) Jucunda      | 3. března 1921     | (950) Ahrensa       | 1. dubna 1921      | (954) Li           | 4. srpna 1921      | (955) Alstede      | 5. srpna 1921      | (956) Elisa           | 8. srpna 1921      |
| (957) Camelia      | 7. září 1921       | (958) Asplinda      | 28. září 1921      | (959) Arne         | 30. září 1921      | (960) Birgit       | 1. října 1921      | (961) Gunnie          | 10. října 1921     |
| (962) Aslög        | 25. října 1921     | (963) Iduberga      | 26. října 1921     | (968) Petunia      | 24. listopadu 1921 | (970) Primula      | 29. listopadu 1921 | (973) Aralia          | 18. března 1922    |
| (974) Lioba        | 18. března 1922    | (979) Ilsewa        | 29. června 1922    | (983) Gunila       | 30. července 1922  | (984) Gretia       | 27. srpna 1922     | (985) Rosina          | 14. října 1922     |
| (987) Wallia       | 23. října 1922     | (994) Otthild       | 18. března 1923    | (997) Priska       | 12. července 1923  | (998) Bodea        | 6. srpna 1923      | (999) Zachia          | 9. srpna 1923      |
| (1000) Piazzia     | 12. srpna 1923     | (1003) Lilofee      | 13. září 1923      | (1009) Sirene      | 31. října 1923     | (1010) Marlene     | 12. listopadu 1923 | (1011) Laodamia       | 5. ledna 1924      |
| (1012) Sarema      | 12. ledna 1924     | (1014) Semphyra     | 29. ledna 1924     | (1015) Christa     | 31. ledna 1924     | (1016) Anitra      | 31. ledna 1924     | (1018) Arnolda        | 3. března 1924     |
| (1019) Strackea    | 3. března 1924     | (1020) Arcadia      | 7. března 1924     | (1023) Thomana     | 25. června 1924    | (1025) Riema       | 12. srpna 1923     | (1026) Ingrid         | 13. srpna 1923     |
| (1035) Amata       | 29. září 1924      | (1041) Asta         | 22. března 1925    | (1042) Amazone     | 22. dubna 1925     | (1043) Beate       | 22. dubna 1925     | (1044) Teutonia       | 10. května 1924    |
| (1047) Geisha      | 17. listopadu 1924 | (1048) Feodosia     | 29. listopadu 1924 | (1049) Gotho       | 14. září 1925      | (1050) Meta        | 14. září 1925      |                       |                    |
| (1051) Merope      | 16. září 1925      | (1054) Forsytia     | 20. listopadu 1925 | (1056) Azalea      | 31. ledna 1924     | (1060) Magnolia    | 13. srpna 1925     | (1061) Paeonia        | 10. října 1925     |
| (1063) Aquilegia   | 16. prosince 1925  | (1064) Aethusa      | 2. srpna 1926      | (1066) Lobelia     | 1. září 1926       | (1067) Lunaria     | 9. září 1926       | (1070) Tunica         | 1. září 1926       |
| (1072) Malva       | 4. října 1926      | (1076) Viola        | 5. října 1926      | (1077) Campanula   | 6. října 1926      | (1078) Mentha      | 7. prosince 1926   | (1080) Orchis         | 30. srpna 1927     |
| (1081) Reseda      | 31. srpna 1927     | (1082) Pirola       | 28. října 1927     | (1083) Salvia      | 26. ledna 1928     | (1085) Amaryllis   | 31. srpna 1927     | (1087) Arabis         | 2. září 1927       |
| (1091) Spiraea     | 26. února 1928     | (1092) Lilium       | 12. ledna 1924     | (1095) Tulipa      | 14. dubna 1926     | (1097) Vicia       | 11. srpna 1928     | (1100) Arnica         | 22. září 1928      |
| (1101) Clematis    | 22. září 1928      | (1104) Syringa      | 9. prosince 1928   | (1105) Fragaria    | 1. ledna 1929      | (1106) Cydonia     | 5. února 1929      | (1108) Demeter        | 31. května 1929    |
| (1109) Tata        | 5. února 1929      | (1111) Reinmuthia   | 11. února 1927     | (1119) Euboea      | 27. října 1927     | (1126) Otero       | 11. ledna 1929     | (1130) Skuld          | 2. září 1929       |
| (1131) Porzia      | 10. září 1929      | (1138) Attica       | 22. listopadu 1929 | (1142) Aetolia     | 24. ledna 1930     | (1143) Odysseus    | 28. ledna 1930     | (1144) Oda            | 28. ledna 1930     |
| (1150) Achaia      | 2. září 1929       | (1151) Ithaka       | 8. září 1929       | (1152) Pawona      | 8. ledna 1930      | (1154) Astronomia  | 8. února 1927      | (1155) Aënna          | 26. ledna 1928     |
| (1156) Kira        | 22. února 1928     | (1157) Arabia       | 31. srpna 1929     | (1159) Granada     | 2. září 1929       | (1160) Illyria     | 9. září 1929       | (1161) Thessalia      | 29. září 1929      |
| (1162) Larissa     | 5. ledna 1930      | (1163) Saga         | 20. ledna 1930     | (1164) Kobolda     | 19. března 1930    | (1172) Äneas       | 17. října 1930     | (1173) Anchises       | 17. října 1930     |
| (1174) Marmara     | 17. října 1930     | (1175) Margo        | 17. října 1930     | (1180) Rita        | 9. dubna 1931      | (1182) Ilona       | 3. března 1927     | (1183) Jutta          | 22. února 1930     |
| (1184) Gaea        | 5. září 1926       | (1187) Afra         | 6. prosince 1929   | (1198) Atlantis    | 7. září 1931       | (1200) Imperatrix  | 14. září 1931      | (1201) Strenua        | 14. září 1931      |
| (1204) Renzia      | 6. října 1931      | (1205) Ebella       | 6. října 1931      | (1206) Numerowia   | 18. října 1931     | (1207) Ostenia     | 15. listopadu 1931 | (1208) Troilus        | 31. prosince 1931  |
| (1209) Pumma       | 22. dubna 1927     | (1216) Askania      | 29. ledna 1932     | (1218) Aster       | 29. ledna 1932     | (1220) Crocus      | 11. února 1932     | (1223) Neckar         | 6. října 1931      |
| (1227) Geranium    | 5. října 1931      | (1228) Scabiosa     | 5. října 1931      | (1229) Tilia       | 9. října 1931      | (1230) Riceia      | 9. října 1931      | (1231) Auricula       | 10. října 1931     |
| (1232) Cortusa     | 10. října 1931     | (1233) Kobresia     | 10. října 1931     | (1234) Elyna       | 18. října 1931     | (1235) Schorria    | 18. října 1931     | (1249) Rutherfordia   | 4. listopadu 1932  |
| (1250) Galanthus   | 25. ledna 1933     | (1251) Hedera       | 25. ledna 1933     | (1253) Frisia      | 9. října 1931      | (1256) Normannia   | 8. srpna 1932      | (1257) Móra           | 8. srpna 1932      |
| (1258) Sicilia     | 8. srpna 1932      | (1259) Ógyalla      | 29. ledna 1933     | (1260) Walhalla    | 29. ledna 1933     | (1272) Gefion      | 10. října 1931     | (1273) Helma          | 8. srpna 1932      |
| (1275) Cimbria     | 30. listopadu 1932 | (1284) Latvia       | 27. července 1933  | (1297) Quadea      | 7. ledna 1934      | (1298) Nocturna    | 7. ledna 1934      | (1302) Werra          | 28. září 1924      |
| (1304) Arosa       | 21. května 1928    | (1308) Halleria     | 12. března 1931    | (1311) Knopfia     | 24. března 1933    | (1317) Silvretta   | 1. září 1935       | (1322) Coppernicus    | 15. června 1934    |
| (1334) Lundmarka   | 16. července 1934  | (1335) Demoulina    | 7. září 1934       | (1346) Gotha       | 15. února 1929     | (1370) Hella       | 31. srpna 1935     | (1371) Resi           | 31. srpna 1935     |
| (1372) Haremari    | 31. srpna 1935     | (1382) Gerti        | 21. ledna 1925     | (1395) Aribeda     | 16. července 1936  | (1399) Teneriffa   | 23. srpna 1936     | (1402) Eri            | 16. července 1936  |
| (1404) Ajax        | 17. srpna 1936     | (1408) Trusanda     | 23. listopadu 1936 | (1409) Isko        | 8. ledna 1937      | (1410) Margret     | 8. ledna 1937      | (1411) Brauna         | 8. ledna 1937      |
| (1417) Walinskia   | 1. dubna 1937      | (1419) Danzig       | 5. září 1929       | (1420) Radcliffe   | 14. září 1931      | (1422) Strömgrenia | 23. srpna 1936     | (1435) Garlena        | 23. listopadu 1936 |
| (1437) Diomedes    | 3. srpna 1937      | (1438) Wendeline    | 11. října 1937     | (1439) Vogtia      | 11. října 1937     | (1440) Rostia      | 11. října 1937     | (1443) Ruppina        | 29. prosince 1937  |
| (1457) Ankara      | 3. srpna 1937      | (1466) Mündleria    | 31. května 1938    | (1469) Linzia      | 19. srpna 1938     | (1481) Tübingia    | 7. února 1938      | (1482) Sebastiana     | 20. února 1938     |
| (1485) Isa         | 28. července 1938  | (1487) Boda         | 17. listopadu 1938 | (1502) Arenda      | 17. listopadu 1938 | (1528) Conrada     | 10. února 1940     | (1553) Bauersfelda    | 13. ledna 1940     |
| (1556) Wingolfia   | 14. ledna 1942     | (1557) Roehla       | 14. ledna 1942     | (1561) Fricke      | 15. února 1941     | (1562) Gondolatsch | 9. března 1943     | (1587) Kahrstedt      | 25. března 1933    |
| (1611) Beyer       | 17. února 1950     | (1612) Hirose       | 23. ledna 1950     | (1624) Rabe        | 9. října 1931      | (1628) Strobel     | 11. září 1923      | (1632) Sieböhme       | 26. února 1941     |
| (1635) Bohrmann    | 7. března 1924     | (1636) Porter       | 23. ledna 1950     | (1642) Hill        | 4. září 1951       | (1643) Brown       | 4. září 1951       | (1645) Waterfield     | 24. července 1933  |
| (1650) Heckmann    | 11. října 1937     | (1662) Hoffmann     | 11. září 1923      | (1665) Gaby        | 27. února 1930     | (1668) Hanna       | 24. července 1933  | (1669) Dagmar         | 7. září 1934       |
| (1673) van Houten  | 11. října 1937     | (1674) Groeneveld   | 7. února 1938      | (1682) Karel       | 2. srpna 1949      | (1691) Oort        | 9. září 1956       | (1704) Wachmann       | 7. března 1924     |
| (1706) Dieckvoss   | 5. října 1931      | (1716) Peter        | 4. dubna 1934      | (1719) Jens        | 17. února 1950     | (1720) Niels       | 7. února 1935      | (1726) Hoffmeister    | 24. července 1933  |
| (1732) Heike       | 9. března 1943     | (1739) Meyermann    | 15. srpna 1939     | (1742) Schaifers   | 7. září 1934       | (1749) Telamon     | 23. září 1949      | (1750) Eckert         | 15. července 1950  |
| (1759) Kienle      | 11. září 1942      | (1782) Schneller    | 6. října 1931      | (1785) Wurm        | 15. února 1941     | (1814) Bach        | 9. října 1931      | (1815) Beethoven      | 27. ledna 1932     |
| (1818) Brahms      | 15. srpna 1939     | (1820) Lohmann      | 2. srpna 1949      | (1823) Gliese      | 4. září 1951       | (1825) Klare       | 31. srpna 1954     | (1849) Kresák         | 14. ledna 1942     |
| (1850) Kohoutek    | 23. března 1942    | (1862) Apollo       | 24. dubna 1932     | (1880) McCrosky    | 13. ledna 1940     | (1881) Shao        | 3. srpna 1940      | (1913) Sekanina       | 22. září 1928      |
| (1941) Wild        | 6. října 1931      | (1944) Günter       | 14. září 1925      | (1950) Wempe       | 23. března 1942    | (1968) Mehltretter | 29. ledna 1932     | (1985) Hopmann        | 13. ledna 1929     |
| (1990) Pilcher     | 9. března 1956     | (2018) Schuster     | 17. října 1931     | (2022) West        | 7. února 1938      | (2057) Rosemary    | 7. září 1934       | (2097) Galle          | 11. srpna 1953     |
| (2136) Jugta       | 24. července 1933  | (2137) Priscilla    | 24. srpna 1936     | (2157) Ashbrook    | 7. března 1924     | (2158) Tietjen     | 24. července 1933  | (2181) Fogelin        | 28. prosince 1942  |
| (2214) Carol       | 7. dubna 1953      | (2235) Vittore      | 5. dubna 1924      | (2236) Austrasia   | 23. března 1933    | (2248) Kanda       | 27. února 1933     | (2249) Yamamoto       | 6. dubna 1942      |
| (2278) Götz        | 7. dubna 1953      | (2290) Helffrich    | 14. února 1932     | (2306) Bauschinger | 15. srpna 1939     | (2346) Lilio       | 5. února 1934      | (2358) Bahner         | 2. září 1929       |
| (2359) Debehogne   | 5. října 1931      | (2391) Tomita       | 9. ledna 1957      | (2414) Vibeke      | 18. října 1931     | (2444) Lederle     | 5. února 1934      | (2453) Wabash         | 30. září 1921      |
| (2465) Wilson      | 2. srpna 1949      | (2485) Scheffler    | 29. ledna 1932     | (2500) Alascattalo | 2. dubna 1926      | (2537) Gilmore     | 4. září 1951       | (2560) Siegma         | 14. února 1932     |
| (2572) Annschnell  | 17. února 1950     | (2591) Dworetsky    | 2. srpna 1949      | (2615) Saito       | 4. září 1951       | (2623) Zech        | 22. září 1919      | (2637) Bobrovnikoff   | 22. září 1919      |
| (2652) Yabuuti     | 7. dubna 1953      | (2664) Everhart     | 7. září 1934       | (2676) Aarhus      | 25. srpna 1933     | (2749) Walterhorn  | 11. října 1937     | (2806) Graz           | 7. dubna 1953      |
| (2824) Franke      | 4. února 1934      | (2855) Bastian      | 10. října 1931     | (2856) Röser       | 14. dubna 1933     | (2879) Shimizu     | 14. února 1932     | (2896) Preiss         | 15. září 1931      |
| (2897) Ole Römer   | 5. února 1932      | (2942) Cordie       | 29. ledna 1932     | (2943) Heinrich    | 25. srpna 1933     | (2944) Peyo        | 31. srpna 1935     | (2957) Tatsuo         | 5. února 1934      |
| (3008) Nojiri      | 17. listopadu 1938 | (3020) Naudts       | 2. srpna 1949      | (3035) Chambers    | 7. března 1924     | (3144) Brosche     | 10. října 1931     | (3183) Franzkaiser    | 2. srpna 1949      |
| (3219) Komaki      | 4. února 1934      | (3227) Hasegawa     | 24. února 1928     | (3263) Bligh       | 5. února 1932      | (3264) Bounty      | 7. ledna 1934      | (3265) Fletcher       | 9. listopadu 1953  |
| (3289) Mitani      | 7. září 1934       | (3295) Murakami     | 17. února 1950     | (3370) Kohsai      | 4. února 1934      | (3379) Oishi       | 6. října 1931      | (3383) Koyama         | 9. ledna 1951      |
| (3404) Hinderer    | 4. února 1934      | (3415) Danby        | 22. září 1928      | (3416) Dorrit      | 8. listopadu 1931  | (3417) Tamblyn     | 1. dubna 1937      | (3425) Hurukawa       | 29. ledna 1929     |
| (3426) Seki        | 5. února 1932      | (3440) Stampfer     | 17. února 1950     | (3446) Combes      | 12. března 1942    | (3473) Sapporo     | 7. března 1924     | (3500) Kobayashi      | 18. září 1919      |
| (3555) Miyasaka    | 6. října 1931      | (3569) Kumon        | 20. února 1938     | (3644) Kojitaku    | 5. října 1931      | (3682) Welther     | 12. července 1923  | (3707) Schröter       | 5. února 1934      |
| (3722) Urata       | 29. října 1927     | (3745) Petaev       | 23. září 1949      | (3790) Raywilson   | 26. října 1937     | (3911) Otomo       | 31. srpna 1940     | (3937) Bretagnon      | 14. března 1932    |
| (3938) Chapront    | 2. srpna 1949      | (3939) Huruhata     | 7. dubna 1953      | (3957) Sugie       | 24. července 1933  | (4001) Ptolemaeus  | 2. srpna 1949      | (4002) Shinagawa      | 14. května 1950    |
| (4417) Lecar       | 8. dubna 1931      | (4418) Fredfranklin | 9. října 1931      | (4419) Allancook   | 24. dubna 1932     | (4421) Kayor       | 14. ledna 1942     | (4589) McDowell       | 24. července 1933  |
| (4615) Zinner      | 13. září 1923      | (4647) Syuji        | 9. října 1931      | (4648) Tirion      | 18. října 1931     | (4650) Mori        | 5. října 1950      | (4723) Wolfgangmattig | 11. října 1937     |
| (4808) Ballaero    | 21. ledna 1925     | (4849) Ardenne      | 17. srpna 1936     | (4910) Kawasato    | 11. srpna 1953     | (4979) Otawara     | 2. srpna 1949      | (5072) Hioki          | 9. října 1931      |
| (5152) Labs        | 18. října 1931     | (5494) Johanmohr    | 9. října 1933      | (5532) Ichinohe    | 14. února 1932     | (5535) Annefrank   | 23. března 1942    | (5657) Groombridge    | 28. srpna 1936     |
| (5658) Clausbaader | 17. února 1950     | (5703) Hevelius     | 15. listopadu 1931 | (5704) Schumacher  | 17. února 1950     | (6260) Kelsey      | 2. srpna 1949      | (6808) Plantin        | 5. února 1932      |
| (6809) Sakuma      | 20. února 1938     | (7042) Carver       | 24. března 1933    | (7103) Wichmann    | 7. dubna 1953      | (7449) Döllen      | 21. srpna 1949     | (7542) Johnpond       | 7. dubna 1953      |
| (11434) Lohnert    | 10. října 1931     | (11435) 1931 UB     | 17. října 1931     | (13473) Hokema     | 7. dubna 1953      | (30717) 1937 UD    | 26. října 1937     | (32730) 1951 RX       | 4. září 1951       |
| (69230) Hermes     | 28. října 1937     |                     |                    |                    |                    |                    |                    |                       |                    |